# Hrkanje
Hrkanje je specifična zvučna manifestacija tijekom spavanja, koja se javlja pri kretanju zraka tijekom disanja, koje pokreće i dovodi do vibracije mekog nepca i ostalih tkiva u ustima, nosu i grlu (gornjim dišnim putevima). Izaziva je turbulencije unutar dišnih puteva tijekom udaha (inspirija). Turbulenciju izaziva djelomična blokada koja može biti smještena bilo gdje od vrha nosa do glasnica. Hrkanje se može javiti samo tijekom spavanja, zato što u toj fazi dolazi do snižavanja tonusa mišića dišnih puteva. Nakon buđenja ponovno se uspostavlja tonus mišića dišnih putova i zato se hrkanje ne javlja kada smo budni. 
Hrkanje može potjecati iz nosa, usnoždrijelnog prostora (orofarinksa) ili baze jezika. U posljednjih nekoliko godina ustanovljeno je da jezik igra daleko važniju ulogu u incidenciji hrkanja nego što se nekada mislilo. Hrkanje se obično javlja kod osoba "sklonih hrkanju", najčešće zbog promjene u položaju ili zbog zadebljanja jezika, što dodatno smanjuje prostor za protok zraka. Što je otvor za disanje manji, osoba jače udiše zrak, pa je veći tlak na nepce i resicu koja vibrira i stvara veću buku. 
Hrkanje prati nedovoljna opskrbljenost mozga kisikom, što smanjuje kvalitetu sna i izaziva umor, a srce je kod hrkanja izloženo hipoksiji. Hrkanje je i ozbiljan sociološki problem za brak i obitelj.

## Uzroci hrkanja
Fizička opstrukcija protoku zraka kroz usta i nos je uzrok hrkanja. Stijenke ždrijela vibriraju tijekom disanja, što izaziva karakteristične zvukove hrkanja. 
Protok zraka može biti ometan jednim, ali najčešće nastaje kao posljedica utjecaja više čimbenika: 
- Opstrukcija nosne šupljine ili otećena nosna sluznica: kod  alergija, upala gornjih dišnih puteva ili devijacije (krive nosne pregrade) u  nosu.
- Loš tonusa mišića u ždrijelu i jeziku: mišići ždrijela i jezika mogu biti previše opušteni, što omogućuje jeziku zapada natrag u dišne puteve. Ovo može nastati kod dubokog sna,  alkoholiziranosti i nakon uporabe nekih vrsta tableta za spavanje. S godinama kao posljedica starenja dolazi do opuštanja mišića grla i jezika i povećane sklonosti za hrkanje.
- Zadebljanja i vegetacije tkiva grla: višak tkiva grla ili njegova zadebljanje izazivaju poremećaj u protoku zraka. Kod djece s velikim krajnicima i adenoidnim vegetacijama hrkanje je česta pojava.
- Uvećano meko nepce i / ili resica: više u zadnjem dijelu usta i sužavaju otvor između nosa i ždrijela. Kada ove strukture vibriraju one se međusobno dodiruju i izazivaju opstrukciju dišnih puteva koja postaje uzrok hrkanje.

## Učestalost
Hrkanje je česta pojava i oko 25%  ljudske populacije pati od ovog poremećaja svakodnevno, dok preko 30-40% odraslih osoba hrče povremeno (bar jednom tjedno). Među pretilim osobama hrkanje je daleko učestalije. 
Statistike o hrkanje često su proturječne i kreću se oko 30% kod odraslih ljudi, a u nekim zemljama i do 50%. Jedno istraživanje u Italiji provedeno kod 5.713 stanovnika utvrdilo je uobičajeno hrkanje kod 24% muškaraca i 13,8% žena, koje raste do 60% kod muškaraca i 40 % kod žena starosti od 60 do 65 godina, što ukazuje na povećanu osjetljivost na hrkanje sa starenjem.

## Posljedice
Hrkanje može biti ozbiljan rizik za nastanak zdravstvenih problema. 
Opstruktivna apneja, najčešća posljedica hrkanja, je bolest koja je često povezana s kroničnim hrkanjem i izaziva više problema, koji obuhvaćaju: 
- Dugi prekidi disanja (više od 10 sekundi) tijekom spavanja zbog djelomične ili potpune opstrukcije ili blokade dišnih puteva. U težim slučajevima prekidi disanja mogu biti registrirani i više od stotinu puta tijekom noći.

- Česta buđenja iz sna, koja osobe s ovim poremećajem ne mogu shvatiti i remete im normalan proces sna.

- Poremećaj spavanjaje praćen čestim prekidima spavanja što remeti njegov ritam i stvara umor kod takve osobe zbog loše prespavane noći.

- Poremećaj razine kisika u krvi: zbog poremećaja protoka zraka, količina kisik a u krvi je često smanjena, što uzrokuje ubrzan rad srca i porast krvnog tlaka.

Kao krajnji učinak hrkanja javlja se loš noćni odmor, što izaziva pospanost tijekom dana i može ometa kvalitetu života tih osoba. Produženo djelovanje opstruktivne apneje za vrijeme spavanja, tijekom godina će rezultirati višim  krvnim tlakom koji može dovesti do proširenja srca, i većeg rizik od infarkta, a i moždanog udara. 
Nove studije otkrivaju da glasno hrkanje može biti povezano s pojavom arterioskleroze karotidnih arterija i rizikom  moždanog udara. Istraživači pretpostavljaju da glasno hrkanje stvara turbulenciju u krvi i pri njenom kretanju kroz karotidne arterije, najbliže dišnim putevima. Veća turbulencija krvi iritira krvna zrnaca koja sudjeluju u formiranju arterioskleroze.

## Prevencija i liječenje
Hrkanje nije moguće zaustaviti vlastitom voljom, niti ga je moguće izliječiti. Međutim, može se uspješno kontrolirati. Hrkanje izazivaju fizičke abnormalnosti koje trebaju biti identificirane prije nego što se donese odluka o načinu njihove kontrole. Pronalaženje uzroka hrkanja je ključ za pronalaženje rješenja. U većini slučajeva hrkanje može biti pod kontrolom primjenom neke od sljedećih metoda; 
Higijensko dijetetski režim;
- reguliranje tjelesne težine,
- spavanje na boku,
- smanjenje ili potpuna obustava uporabe alkohola i sedativa,
- izbjegavanje teške hrane ili "grickalica" najmanje četiri sata prije odlaska na spavanje,
- uspostavu redovitog ritma spavanja, (na primjer, odlazak na spavanje u isto vrijeme svake noći).

- Uporaba zubnih i nosnih uređaja

- Zubni aparati: se postavljaju na donju vilicu i imaju ulogu da korigiraju položaj donje vilice i jezika čime se regulira strujanje zraka u usnoj šupljini i sprječava hrkanje. Oni su obično napravljeni od polimera i slični su štitnicima usta i zuba koje koriste neki sportaši (npr. boksači...). Ovi aparati su efikasni u smanjenju hrkanja i apneje za vrijeme spavanja, u slučajevima blage do umjerene apneje.

- Liječenje začepljenja ili obstrukcije nosa; provodi se kod infekcije i alergijskih promjena u nosu primjenom lijekova; vazokonstriktora, antibiotika, antihistaminika itd.

- Kirurško liječenje;

-  Uvulopalatofaringoplastika: je kirurško liječenje koje rekonstruira mlohava tkiva u grlu i nepcu. Ovom metodom se vrši proširenje dišnih puteva, uklanjanjem dijela tkiva u zadnjem dijelu grla, uključujući resicu i ždrijelo. Međutim, kod ove operacije postoji rizik od neželjenih nuspojava. Najopasniji rizik je ožiljak koji nastaje nakon operacije i koji može uzrokovati suženje dišnih puteva više nego što su bili prije operacije (smanjenjem zračnog prostor u ždrijelu). Ožiljak je individualna karakteristika, tako da je teško za kirurga predvidjeti koja je osoba sklona ožiljku. Ova metoda je obično predviđena za ljude koji imaju umjerene ili teške opstruktivne apneje za vrijeme spavanja.

-  Laserska uvulopalatoplastika (Laser-assisted uvula palatoplasty (LAUP): je laserski postupak otklanjanja opstrukcija dišnih putova. Ovaj tretman se obavlja pod lokalnom anestezijom u liječničkoj ordinaciji i namijenjen je osobama s blagom opstruktivnom apnejom za vrijeme spavanja.

-  Radio-frekvencijska ablacija (somnoplastika ): je minimalno invazivna procedura koja koristi energiju radio-frekvencijskih valova za smanje pretjeranog povećanja tkiva nepca, resica, jezik i drugih tkiva. Radio-frekvencijska ablacija koristi nizak nivo radio-frekventne energije koja uzrokuje kretanje molekularnih čestica unutar stanica tkiva izazivajući njihovu vibriraciju, koja dovodi do trenja između čestica i oslobađanje topline. Ova toplina je relativno niska (od 77 °C - 85 °C), u usporedbi s nekim drugim toplinskim izvorima koji se koriste kao standardne procedure za liječenje apneje, kao što su laseri ili elektrokauterom koji znatno više nagorevaju tkiva. Procedura traje manje od jednog sata, obično se izvodi u ambulantnim uvjetima, i najčešće zahtijeva nekoliko tretmana. Radio-frekvencijska ablacija je često učinkovita u smanjivanju težine hrkanja, ali ponekad ne eliminira hrkanje u potpunosti. Ovaj tretman se može koristiti i za ublažavanje nosnih opstrukcija.

-  Korekcija jezičnih i podjezičnih mišića (Genioglossus and hyoid advancement): je kirurški tretman koji ima za cilj onemogućiti zapadanje jezika prema grlu, njegovim povlačenjem prema naprijed.

-  Korekcija nosne pregrade (septoplasika): je kirurški tretman na nosnoj pregradi koji kod hrkanja ima za cilj smanjenje otpora protoku zraka kroz nos.

-  Operacija krajnika :  vađenje krajnika i adenoidnih vegetacija ponekad je neophodno da se spriječi hrkanje, (ako su toliko uvećani da sužavaju dišne puteve) što je osobito prisutno kod pojedine djece.

- Primjena pozitivnog tlaka: ostvaruje se preko specijalnih uređaja (u obliku maske za lice koja je crijevom povezana s pumpom), koji održavaju stalni tlak zraka u dišnim putevima tijekom spavanja i omogućuju normalno disanje.[8]

## Vanjske poveznice
- Fiziologija disanja čovjeka
- Opstruktivna apneja